# Herb gminy Sypniewo
Herb gminy Sypniewo – symbol gminy Sypniewo, autorstwa Reginy Długołęckiej, ustanowiony w 1991.

## Wygląd i symbolika
Herb przedstawia na tarczy w polu błękitnym pięć żółtych kłosów zboża na żółtym polu. Herb nawiązuje do rolniczego charakteru gminy oraz tutejszej gleby.